# Horné Orešany
Horné Orešany (Hongaars: Felsődiós) is een Slowaakse gemeente in de regio Trnava, en maakt deel uit van het district Trnava.
Horné Orešany telt 1.888 inwoners.